# Nematogmus dentimanus
Nematogmus dentimanus är en spindelart som beskrevs av Simon 1886. Nematogmus dentimanus ingår i släktet Nematogmus och familjen täckvävarspindlar. Inga underarter finns listade i Catalogue of Life.